# Hans Dama
Hans Dama (de fapt Johann Dama; n. 30 iunie 1944, Sânnicolau Mare, Timiș, România) este un scriitor și om de știință originar din România.
A studiat limba și literatura germană, limba și literaura română, pedagogia, geografia și economia la universitățile din Timișoara, București și Viena.
Din 1974 trăiește în Viena. A lucrat la Institutul de romanistică al Universității din Viena și la o școală privată. Din 1980 a predat la Universitatea din Viena.
A publicat numeroase contribuții privind literatura germană și română, istoria culturală și dialectul șvabilor dunăreni, precum și poezii, nuvele, eseuri și note de călătorie.

## Distincții
- 1963: Premiul pentru poezie al revistei "Viața studențească"
- 1997: Premiul Fundației Lenau
- 2003: Premiul pentru traducere la al XXIII-lea Festival Lucian-Blaga - în România

## Publicații
A. Literatură și istoria artei
- 1. Aspecte din activitatea studentului Eminescu la Viena (1869-1972). In:UNIREA,Wien, 2/1989,S.10-11.
- 2. Eminescus Studienjahre in Wien.w.o.,S.16-17
- 3. Anghel Dumbraveanu - ein rumänischer Dichter der "Generation 60". In:ÖOH, Nr.3/1989, S. 617-631.
- 4. Um Vorurteile abzubauen. Rumänistik-Abend an der Universität Wien abgehalten. In:NW vom 7.4.1990.
- 5. Eminescu als Student in Wien.In:LENAU-FORUM,18.Jg.1992,Folge 1-4, S.147-159,Wien
- 6. Eminescu und Lenau.Historische Beziehungen zwischen Österreich und Rumänien. In: Allgemeine deutsche Zeitung für Rumänien, Bukarest, 11.11.1994
- 7. Das Ende der klassenlose Gesellschaft in Rumänien. In: DSFBl. 4/1992, S.168-170
- 8. Die Anfänge des deutschsprachigen Pressewesens in Altrumänien. In:GGR- Beiträge zur Germanistik 1, Bukarest 1997, S.107-115
- 9. Philosophische Grundzüge bei Lenau und Eminescu, in: „Temeswarer Beiträge zur Germanistik, Bd. 4“ (Hg. Roxana Nubert), Temeswar 2003, S.235-250.
- 10. Sprachliche Spaziergänge durch Zeit und Raum, in: „Trennendes-Verbindendes. Selbstzeugnisse zur individuellen Mehrsprachigkeit“ (Hg. Barbara Czernilofsky, Georg Kremnitz),Wien 2003, S.77-88.
- 11. Ritmul vital al ceremoniei. In: Orient Latin, Timișoara, Nr. 1-2/2003, S. 21 ff.
- 12. Traduceri de Hans Dama, in: Meridian Blaga III,(Hg.) Societatea Culturala „Lucian Blaga“ Cluj-Napoca, Editura Casa Cartii de Stiinta, Cluj-Napoca, 2003, Kap.VI, Blaga în germana, S.296-305.
- 13. Launen des Schicksals / Capriciile destinului (Versuri). Ediție bilingvă. Versiunea românească de Simion Dănilă
- 14.  Banat. Gedichte (Banat. Poezii) de Hans Dama, Editura Pollischansky din Viena, Austria, 2015
- 15. Im Schatten der Zeit (În umbra timpului), ediție bilingvă româno-germană, este o selecție din creația sa poetică structurată în șase cicluri: Gedankenspiele (Jocuri de idei), Rollendes Schicksal (Tăvălugul destinului), Gossau-Texte, (Textele din Gossau), Suche nach Sonnengeflüster  (În căutarea șoaptelor solare), Zeit-Symptome (Simptomele timpului), Natur und Innenwelt (Natură și interior), (Verlag  Pollischansky, Wien, 2011)[4]

B. Istorie
- 1. Die Ansiedlung der Donauschwaben im Kronland Banat. In:DD vom 12.9. und 19.9.1976.
- 2. Ada-Kaleh. Der Zauber einer verschwundenen Insel. In: DD vom 2.5.1976 und in: SODVJBl., München, 2/1989, S.137-141.
- 3. Temeswarer Kirchendenkmäler nach der Türkenvertreibung. In:DD vom 21.11. und 5.12.1976.
- 4. Ein Leuchtturm nach Südosten. Die Wiener Universität 600 Jahre alt. In: Kulturpolitische Korrespondenz, Bonn, 2/1985.
- 5. Wie Morissena zu Großsanktnikolaus wurde. Aus der Vergangenheit einer Heidestadt.In :NBZ vom 27.7.1968.
- 6. Der sonderbare Vogel 'Nimmersatt', welcher eigentlich im Banat Timisoara zu Hause gehört...Was ein dreibändiges Buch über das Banat, gedruckt 1777 in Leipzig, berichtet. In:DD vom 24.7.1977.
- 7. Histörchen um den Kaffee. In:NBZ vom 7. 5. 1969.
- 8. Wissenschaftlich tätig. In:DW vom 2.4.1964.
- 9. Ein Blick in die Urzeit.Banater Bronzezeit-Funde in Niederösterreich. In: DD, g. 44/ Nr .46 vom 20.11.1994
- 10. Aus Altbeba und Perjamosch. Banater Bronzezeit-Funde in Niederösterreich. In: Allgemeine Deutsche Zeitung für Rumänien, Bukarest, 6. 1. 1995
- 11. Großsanktnikolaus: Aus der Geschichte einer Banater Gemeinde von den Anfängen bis zu Beginn des 19.Jhs. In: Der Donauschwabe (Anfang:14.6.98; Fortsetzung 1+2:21.6.; FS 3+4: 28.6.; FS 5: 5.7.;FS 6:19.7; FS 7: 2.8.;FS 8: 23.8.;FS 9:6.9.)

2.Geografie și reportaje de călătorii 
- 1. Entdeckte Kolumbus Amerika? (3 Folgen). In: NBZ im Juni/1971. und In:Donauschwäbische Forschungs- und Lehrerblätter, 3/1992, S.131- 134.
- 2. Wissenschaftliche Studienreise Temeswarer Studenten:Banat-Siebenbürgen - Moldau. In: DW vom 30. 4. 1964.
- 3. Der GW-Unterricht für 10-14jährige Schüler in Rumänien. Diplomarbeit, Pädagogische Akademie, Wien 10, 1977.
- 4. Stadt auf zwei Kontinenten-Istanbul. Zu Besuch bei der entthronten Königin am Bosporus. In:Karpatenrundschau. Kronstadt(Brasov) vom 25.12.1970. -In:Afrika-Post. Unabhängige Zeitschrift für Politik,Wirtschaft und Kultur im südlichen Afrika. Jg.23, Nr.3/1976, S.117-118
- 5. Josef II.besucht die Wallfahrtskirche von Maria Radna. In.DD vom 21.3.1976.
- 6. Von der Altgass' nach Las Vegas. Reisebericht USA (Sommer 1994) In: DD (1 = 20.11.94; 2 = 27.11.94; 3 =4. 12 .94; 4 =11. 12. 94; 5= 18./25. 12. 94; 6= (1./8.Januar 1995, Jg .44/ Nr. 52/1;7 =15.Januar 1995; 8=
- 7. Auf der Schwelle zum Atlantik. Reiseeindrücke aus Irland. In: Allgemeine Deutsche Zeitung für Rumänien, 31.8.1995